# Gilda Haddock
Gilda Haddock (Puerto Rico, 23 de febrero de 1956) es una actriz puertorriqueña. Hizo su debut en el cine en La Noche de San Juan: Santo en oro negro (1977). Un año después realizó Cristina Bazán como Ámbar Alsina. En 1985 marca su regreso en Tanairi como Cecilia.

## Biografía
A los cinco años sus profesoras la utilizaban como maestra de ceremonias en las actividades escolares y graduación de primer grado. Sin embargo su entrada al mundo profesional surgió a través del baile bajo la tutela de Tony D’Astro y Nydia Rivera. 
Al completar sus estudios de escuela superior, Haddock ingresó al Recinto de Río Piedras de la Universidad de Puerto Rico y se matriculó en el programa de Administración Comercial, para una carrera en Derecho. Decidió partir a Los Ángeles, California, donde se matriculó en el Lee Strasberg Institute. Allí se especializó en el género de comedia musical. Durante su estadía en EE. UU. ofreció seminarios de Pantomima en el Programa Nosotros, fundado por Ricardo Montalbán. 
El año 2006 actuó en Dueña y señora. En 2008 participa en Al borde del deseo. En el 2012 regresa a Corazón valiente.
El año 2013 actuó en Santa diabla.

## Filmografía

### Telenovelas
- Bajo el mismo cielo (2015-2016) como Evelyn Vilalta
- Demente criminal (2015) como Henrika Olseen
- Santa diabla (2013-2014) como Francisca de Cano
- Corazón valiente (2012) como Estela Valdez
- Dueña y señora (2006) como Beatriz Ayala
- Tanairi (1985) como Cecilia Arizmendi
- Cristina Bazán (1978) como Ámbar Alsina

### Series
- Su nombre era Dolores (2017) como Charytín Goico
- Al borde del deseo (2008) como Dra. Luz Vidal

### Películas
- La Noche de San Juan: Santo en oro negro (1977) como Vanessa del Valle
- La importancia de llamarse Ernesto
- Barrio obrero (2004)
- Santa Clós es boricua
- Préstamela esta noche (1978)
- Kuarentayseis (2002)
- Promesas de reyes
- El despertador (2007)

### Programas televisivos & unitarios
- Esto no tiene nombre (1976)
- Tres muchachas de hoy
- Señoras y señores (1977)
- Noche de gala (1991) - marcó su regreso
- Mi hippie me encanta
- Tres patines en su salsa
- Black Power
- Los de al lado (2000)
- El show de Chucho Avallanet - como animadora

### Teatro
- El pincel y los cuentos de la señora Potter
- La bella durmiente
- Edipo Rey (2005)
- Don Quijote (2005)
- Hay que deshacer la casa
- Las mariposas son libres
- El amor llega a la medianoche
- La casa de Bernarda Alba
- Corona de amor y de muerte
- Ocho mujeres
- Boleto de llegada

### Programas radiales
- Porque para siempre en su misericordia
- Mujer de hoy

## Premios y nominaciones
| Año  | Premiación       | Categoría      | Trabajo      | Resultado |
| ---- | ---------------- | -------------- | ------------ | --------- |
| 2014 | Premios Tu Mundo | Primera actriz | Santa diabla | Ganadora  |